# اوگچلن
اوگچلن (به هلندی: Ugchelen) یک منطقهٔ مسکونی در هلند است که در آپلدورن واقع شده‌است. اوگچلن ۷٬۰۰۰ نفر جمعیت دارد.